# Agriocnemis zerafica
Agriocnemis zerafica é uma espécie de libelinha da família Coenagrionidae.
Pode ser encontrada nos seguintes países: Angola, República Centro-Africana, Costa do Marfim, Gâmbia, Gana, Libéria, Mali, Mauritânia, Níger, Nigéria, Senegal, Sudão, Togo, Uganda e possivelmente em Quénia.
Os seus habitats naturais são: savanas áridas, savanas húmidas, rios, rios intermitentes, marismas de água doce e marismas intermitentes de água doce.